# 스파크 (드라마)
《스파크》는 매주 목요일 2016년 7월 25일부터 2016년 8월 11일까지 네이버TV에서 공개된 대한민국의 웹 드라마이다.

## 줄거리
불의의 사고로 온 몸에 전기가 흐르는 톱스타와 평범한 한 소녀가 엮이며 벌어지는 달콤 짜릿한 판타지 뮤직 로맨스 드라마.

## 등장 인물
- 나종찬 : 윤가온 역
- 남보라 : 손하늘 역
- 여원 : 지승 역
- 주다영 : 원재경 역
- 배기성 : 허준일 역
- 박진주 : 양진순 역
- 권은수 : 공아름 역
- 김기두 : 봉수 역
- 김진근 : 하늘아빠 역

## 회차별 부제
| 회차 | 업로드 일자     | 부제                                  | 런닝 타임 |
| ---- | --------------- | ------------------------------------- | --------- |
| 1화  | 2016년 7월 25일 | 하늘이 수상하다!                      | 13:00     |
| 2화  | 2016년 7월 26일 | 너, 내 몸에 무슨 짓 했어?!            | 13:31     |
| 3화  | 2016년 7월 27일 | 기 승 전 스킨십!                      | 9:11      |
| 4화  | 2016년 7월 28일 | 합법적 스킨십을 위하여?!              | 11:05     |
| 5화  | 2016년 8월 1일  | 아프냐? 나도 아프다                   | 12:41     |
| 6화  | 2016년 8월 2일  | 충전해줘, 매일매일 ♡                  | 13:57     |
| 7화  | 2016년 8월 3일  | 오지랖 떨지말고 충전이나 하시지?!     | 16:04     |
| 8화  | 2016년 8월 4일  | 꺼져, 이제부터 오빤 내가 지킬 거니까! | 10:46     |
| 9화  | 2016년 8월 8일  | 손하늘, 일어날거지?                   | 12:37     |
| 10화 | 2016년 8월 9일  | 소원이 이뤄졌나봐요!                  | 11:11     |
| 11화 | 2016년 8월 10일 | 충전 안 해요?                         | 17:30     |
| 12화 | 2016년 8월 11일 | 오늘부터 진짜 스파크?!                | 18:12     |